# César (réacteur)
Pour les articles homonymes, voir César.
César est un ancien réacteur nucléaire de recherche de type graphite d'une puissance 10 kW, installé au centre CEA de Cadarache. Il diverge en 1964 puis est arrêté en 1974.
Il s'agissait de l'installation nucléaire de base française n°26.